# Ann Haydonová-Jonesová
Ann Haydonová-Jonesová, CBE, rodným jménem Adrianne Shirley Haydon (* 7. října 1938 Birmingham), je bývalá britská tenistka a původně hráčka stolního tenisu – trojnásobná vicemistryně světa z roku 1957. V tenise vyhrála osm grandslamů – tři ve dvouhře, tři v ženské a dva ve smíšené čtyřhře. Stala se singlovou šampiónkou na French Open a ve Wimbledonu.
Hrála útočný styl tenisu s kvalitním podáním a voleji.
V roce 1985 byla v americkém Newportu uvedena do Mezinárodní tenisové síně slávy.

## Tenisová kariéra
Rodiče byli britskými stolními tenisty. Otec Adrian Haydon hrál z pozice britské jedničky na mistrovstvích světa v letech 1928–1953. Ann Haydonová také začínala se stolním tenisem a v 50. letech se pětkrát zúčastnila světového šampionátu, s nejlepším výsledkem v roce 1957, kde se stala vicemistryní světa ve dvouhře, ženské a smíšené čtyřhře. Krátce poté vydala knihu „Tackle Table Tennis This Way“.
V rámci tenisové dráhy zvítězila v letech 1954 a 1955 na britském mistrovství juniorek. V sezóně 1956 pak získala titul na juniorce singlu ve Wimbledonu.
Po odehrání okruhu Virginia Slims 1971 na němž vyhrála turnaj v Las Vegas, když ve finále porazila Billie Jean Kingovou fakticky ukončila aktivní kariéru, protože očekávala narození prvního potomka. Následně se ještě objevila na několika britských turnajích a také byla členkou týmu Velké Británie ve Wightman Cupu 1975. V sezóně 1977 naposledy nastoupila spolu s Winnie Wooldridgeovou do čtyřhry ve Wimbledonu.
Podle tiskovin The Daily Telegraph a Daily Mail byla klasifikována v první desítce světového žebříčku dvouhry žen v obdobích 1957–1963 a 1965–1970. Nejvyšší postavení zaznamenala v letech 1967 a 1969, kdy jí patřilo 2. místo žebříčku.
S nástupem otevřené éry světového tenisu v roce 1968 se spolu s Kingovou a dalšími hráčkami podílela na přípravě založení ženského profesionálního okruhu, který vyústil ve vznik Ženské tenisové asociace. V roce 1970 se stala komentátorkou BBC na částečný úvazek a tato spolupráce vydržela přes tři desetiletí. Působila také jako předsedkyně Rady ženského mezinárodního tenisu a řadu let byla kapitánkou britských reprezentačních družstev ve Fed Cupu a Wightmanově poháru.
Ve Wimbledonu se stala první civilní osobou, mimo členů britské královské rodiny, která předala pohár vítězům, a to v roce 2007 šampiónům ve smíšené čtyřhře.
Jako členka birminghamského Edgbaston Priory Clubu v něm roku 1982 iniciovala založení ženského turnaje Birmingham Classic za podpory britského tenisového svazu. Po tenistce byl pak pojmenován centrální dvorec Ann Jones Centre Court.

## Finále na Grand Slamu
- Australian Open
  - vítězka smíšené čtyřhry: 1969

- French Championships/Open

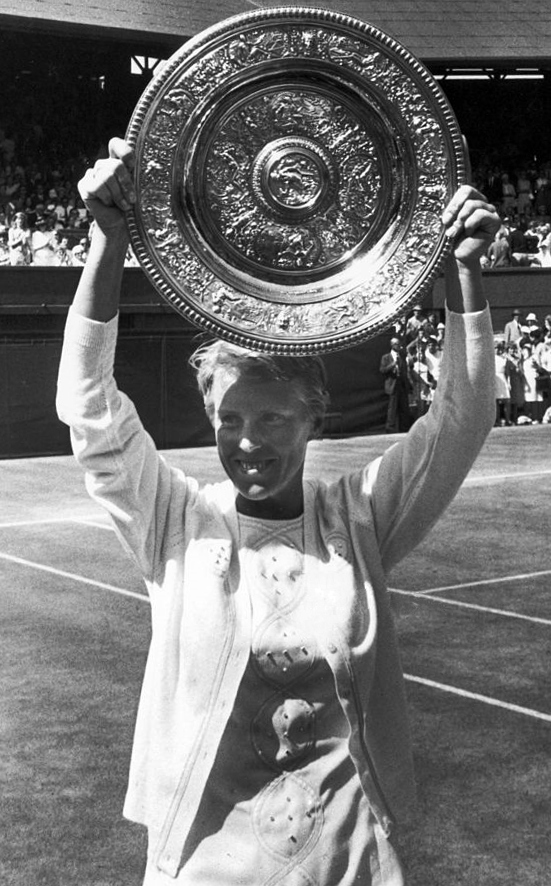
S mísou Venus Rosewater pro vítězky ženské dvouhry ve Wimbledonu

  - vítězka ženské dvouhry: 1961, 1966[3]
  - finalistka ženské dvouhry: 1963, 1968, 1969
  - vítězka ženské čtyřhry: 1963, 1968, 1969
  - finalistka ženské čtyřhry: 1960
  - finalistka smíšené čtyřhry: 1960, 1966, 1967

- Wimbledon
  - vítězka ženské dvouhry: 1969[3]
  - finalistka ženské dvouhry: 1967[3]
  - finalistka ženské čtyřhry: 1968
  - vítězka smíšené čtyřhry: 1969[3]
  - finalistka smíšené čtyřhry: 1962

- US Championships
  - finalistka ženské dvouhry: 1961, 1967
  - finalistka ženské čtyřhry: 1960

## Finále ženské dvouhry na Grand Slamu

### Vítězka (3)
| Rok  | Turnaj                   | Finalistka                | Výsledek      |
| 1961 | French Championships     | Yola Ramírezová Ochoaová  | 6–2, 6–1      |
| 1966 | French Championships (2) | Nancy Richeyová Gunterová | 6–3, 6–1      |
| 1969 | Wimbledon                | Billie Jean Kingová       | 3–6, 6–3, 6–2 |

### Finalistka (6)
| Rok  | Turnaj               | Vítězka                    | Výsledek      |
| 1961 | US Championships     | Darlene Hardová            | 6–3, 6–4      |
| 1963 | French Championships | Lesley Turnerová Bowreyová | 2–6, 6–3, 7–5 |
| 1967 | Wimbledon            | Billie Jean Kingová        | 6–3, 6–4      |
| 1967 | US Championships     | Billie Jean Kingová        | 11–9, 6–4     |
| 1968 | French Open          | Nancy Richeyová Gunterová  | 5–7, 6–4, 6–1 |
| 1969 | French Open          | Margaret Courtová          | 6–1, 4–6, 6–3 |

## Chronologie singlových výsledků na Grand Slamu
| Legenda | Legenda                                   | Legenda | Legenda                     |
| ------- | ----------------------------------------- | ------- | --------------------------- |
| SR      | poměr vyhraných turnajů ku všem odehraným | W–L V–P | výhry–prohry                |
| NH      | daný rok se turnaj nekonal                | A       | turnaje se hráč nezúčastnil |
| 1Q / LQ | prohra v (kole) kvalifikace               | 1k / 1R | prohra v daném kole turnaje |
| QF / ČF | prohra ve čtvrtfinále                     | SF      | prohra v semifinále         |
| F       | prohra ve finále                          | Vítěz   | vítězství v turnaji         |

| Turnaj          | 1956  | 1957  | 1958  | 1959  | 1960  | 1961  | 1962  | 1963  | 1964  | 1965  | 1966  | 1967  | 1968  | 1969  | Celkově SR |
| --------------- | ----- | ----- | ----- | ----- | ----- | ----- | ----- | ----- | ----- | ----- | ----- | ----- | ----- | ----- | ---------- |
| Australian Open | A     | A     | A     | A     | A     | A     | A     | A     | A     | 2R    | A     | A     | A     | SF    | 0 / 2      |
| French Open     | A     | SF    | QF    | A     | 4R    | vítěz | SF    | F     | A     | QF    | vítěz | QF    | F     | F     | 2 / 11     |
| Wimbledon       | 2R    | 3R    | SF    | QF    | SF    | 4R    | SF    | SF    | QF    | 4R    | SF    | F     | SF    | vítěz | 1 / 14     |
| US Open         | A     | QF    | 3R    | SF    | QF    | F     | A     | SF    | QF    | QF    | A     | F     | SF    | A     | 0 / 10     |
| SR              | 0 / 1 | 0 / 3 | 0 / 3 | 0 / 2 | 0 / 3 | 1 / 3 | 0 / 2 | 0 / 3 | 0 / 2 | 0 / 4 | 1 / 2 | 0 / 3 | 0 / 3 | 1 / 3 | 3 / 37     |

Na US Open 1969 byla nasazená jako č. 1, ale odstoupila těsně před jeho zahájením.

## Tituly ve dvouhře (113)
grandslam tučně
- 1956 – Cheltenham, Sunderland Championships, Welsh Championships, Worthing Hard Courts, North of England Championships

- 1957 – Tally Ho! Tournament, Northumberland County Championships, Malvern, Sunderland Championships, South of England Championships

- 1958 – Tally Ho!, Durham

- 1959 – Mexico City, Pan American Championships

- 1960 – Finnish Championships, Scandinavian Indoors, German Indoors, Good Neighbor Championships Miami, St. Petersburg Masters, Caribe Hilton International, Mexico City, St. Andrew's Invitations Kingston, Caribbean Championships, Tally Ho! Tournament, Sutton Hard Courts, Malvern Championships, Cologne Championships, Essex County Championships, Pacific Southwest Championships, Championships of Morocco, Torquay Palace Indoors.

- 1961 – Good Neighbor Championships Miami, French Championships,[3] Wolverhamption Open, Lowther Championships, Irish Championships, Welsh Championships, Canadian Nationals, Chilean Nationals, São Paulo Championships

- 1962 – West Province Championships, Hewlett's Hard Courts Durban, French Indoors, Scandinavian Indoors, British Covered Court Championships, Cumberland Hard Courts, Sutton Hard Courts, London Hard Courts, Cheltenham, Midland Championships, Welsh Championships, Svatý Mořic, Palce Torquay

- 1963 – Coupe Pierre Gillou, German Indoors, Scandinavian Indoor Championships, French Indoors, Carlton International, Sutton Championships, British Hard Courts, London Hard Courts, Wolverhampton, Cheltenham, Hoylake Open, Carlyon Bay Championships

- 1964 – British Hard Courts, Sutton Coldfield, Surrey Championships, Bavarian Championships, British Covered Court Championships, Carlyon Bay Covered Courts

- 1965 – German Indoors, French Indoors, Dutch Indoor, Cumberland Championships, Sutton Hard Courts, British Hard Courts, British Covered Court Championships, Carlyon Bay Covered Courts, Palace Torquay

- 1966 – German Indoors, French Indoors, Cumberland Championships, British Hard Courts, Connaught, Italian Championships, French Championships,[3]Moscow International

- 1967 – German Indoors, Scandinavian Indoors, Dixie International, Barranquilla Championships, Caracas Championships, Curaçao Invitational, Mexico City, Caribe Hilton International, Masters Invitational, Kent Championships, Essex Championships

- 1968 – Caracas, Queen's Club (shared), Argentine & South American Open

- 1969 – New Zealand Open, Monte Carlo Open, Belgian Open, Queen's Club Grass Championships, Wimbledon,[3] Aix-En-Provence Championships, British Covered Court Championships

- 1970 – Orange Free State Championships, Western Province Championships, Benson & Hedges Open, Bio-Strath London Hard Court Championships, Surrey Grass Courts, Chichester, Eastbourne International, Turkish International, Dewar Cup Torquay

- 1971 – Caribe Hilton International, Caesar's Palace World Pro

- 1975 – Torquay Palace Indoors